# Tavak mélység szerinti listája
Tavak legnagyobb mélység szerinti listája:
| Helyezés | Tó neve            | Helye                                                                 | Mélység (m) |
| -------- | ------------------ | --------------------------------------------------------------------- | ----------- |
| 1.       | Bajkál-tó          | Szibéria, Oroszország                                                 | 1637        |
| 2.       | Tanganyika-tó      | Afrika (Tanzánia, Kongói Demokratikus Köztársaság, Burundi és Zambia) | 1435        |
| 3.       | Kaszpi-tenger      | Irán, Oroszország, Türkmenisztán, Kazahsztán, Azerbajdzsán            | 1025        |
| 4.       | Vosztok-tó         | Antarktisz                                                            | 900         |
| 5.       | San Martín-tó      | Chile, Argentína                                                      | 836         |
| 6.       | Malawi (Nyasza)-tó | Afrika (Mozambik, Tanzánia és Malawi)                                 | 706         |
| 7.       | Iszik-köl          | Kirgizisztán                                                          | 702         |
| 8.       | Nagy-Rabszolga-tó  | Kanada                                                                | 614         |
| 9.       | Kráter-tó          | USA                                                                   | 594         |
| 10.      | Matana-tó          | Indonézia                                                             | 590         |
| 11.      | General Carrera-tó | Chile, Argentína                                                      | 586         |
| 12.      | Hornindalsvatnet   | Norvégia                                                              | 514         |
| 13.      | Quesnel-tó         | Kanada                                                                | 506         |
| 14.      | Toba-tó            | Indonézia                                                             | 529         |
| 15.      | Szarezszkoje-tó    | Tádzsikisztán                                                         | 505         |
| 16.      | Tahoe-tó           | USA (Kalifornia / Nevada)                                             | 501         |
| 17.      | Argentino-tó       | Argentína                                                             | 500         |
| 18.      | Kivu-tó            | Afrika (Kongói Demokratikus Köztársaság, Ruanda)                      | 480         |
| 19.      | Mjøsa              | Norvégia                                                              | 468         |
| 20.      | Chelan-tó          | USA (Washington)                                                      | 453         |

## Kontinensenként
- Afrika – Tanganyika-tó
- Amerika – Nagy-Rabszolga-tó
- Antarktisz – Vosztok-tó
- Ausztrália – Lake St Clair
- Ázsia – Bajkál-tó
- Európa – Hornindalsvatnet

## Külső hivatkozások
- Geology.com - Deepest lake
- Australian facts